# جاك برايس (لاعب كرة قدم بريطاني)
جاك برايس (بالإنجليزية: Jack Price)‏ (29 أغسطس 1918 في المملكة المتحدة - 18 أبريل 2013) هو لاعب كرة قدم بريطاني (وحمل سابقاً جنسية المملكة المتحدة لبريطانيا العظمى وأيرلندا) في مركز الهجوم. لعب مع نادي بورتسموث ونادي هارتلبول يونايتد ونادي يورك سيتي ووولفرهامبتون واندررز.

## وصلات خارجية
- جاك برايس (لاعب كرة قدم بريطاني) على موقع قاعدة بيانات كرة القدم.إي يو (الإنجليزية)